# Agostino Di Bartolomei
Pour les articles homonymes, voir Bartolomei.
Agostino Di Bartolomei, né le 8 avril 1955 à Rome et mort le 30 mai 1994 à Castellabate, est un joueur de football italien, évoluant au poste de libéro ou à tous les postes axiaux du milieu de terrain.
Il sera capitaine de l'AS Rome de 1980 à 1984, avec laquelle il remporte le championnat d'Italie en 1983.
Du fait de son professionnalisme reconnu, de son attachement aux couleurs du club et de son destin tragique, il est reconnu par les supporters de la Roma comme l'une des légendes de l'équipe. Il figure dans le Hall of Fame de l'AS Roma depuis sa création, en 2012.

## Biographie

### La carrière sportive
Agostino Di Bartolomei grandit à Tor Marancia, zone du quartier méridional Ardeatino.
Il intègre rapidement le centre de formation de la Roma.
Le 22 avril 1972 il débute en Serie A, peu de jours après son 17e anniversaire, au cours d'un match à Milan contre l'Inter[réf. nécessaire].
Il marque son premier but au cours de la saison 1973-1974, contre Bologne. Il comptabilise 23 matchs les trois saisons suivantes. Afin de gagner du temps de jeu, il est prêté aux Lanerossi de Vicenza où il réalise une saison intéressante. À son retour dans la capitale, il devient une pièce maitresse du jeu des giallorossi, au point de devenir à la fin des années 1970 capitaine de la Roma. Nils Liedholm, entraineur emblématique de l'équipe, avait pour habitude de le positionner devant la défense, ce qui permettait à Di Bartolomei d'être un véritable régulateur du jeu. Malgré des performances de haut niveau, il n'est jamais sélectionné en équipe nationale.
La période faste de sa carrière coïncide avec celle de la grande Roma du début des années 1980. En plus de trois coupes d'Italie l'équipe de la capitale remporte son deuxième scudetto en 1983, que les giallorossi attendaient depuis la seconde guerre mondiale. Finalement, cette période s'achève au soir du 30 mai 1984. C'est le jour de la finale de la Coupe des clubs champions européens à Rome, au Stadio Olimpico. La Roma, grande favorite devant son public, affronte Liverpool. La séance des tirs au but, au terme d'un match terminé 1-1, offre finalement la victoire aux Anglais, et constitue la plus grosse désillusion de l'histoire du club de la capitale.
L'arrivée de Sven Göran Eriksson en 1984 sur le banc de la Roma pousse Di Bartolomei vers la sortie. Il part au Milan AC pour trois saisons, dans un club en pleine reconstruction avant d'atteindre les sommets sous Sacchi à partir de 1987. Sa carrière se termine dans deux clubs de seconde catégorie, Cesena et la Salernitana.

### Mort
Le 30 mai 1994, dix ans jour pour jour après la défaite de son club en finale de la Ligue des champions, Agostino se suicide dans sa résidence de Castellabate, en se tirant un coup de feu dans la poitrine. Les motifs de cet acte étaient initialement liés à de mauvais investissements, et un prêt bancaire refusé. Finalement, il apparait très vite que le joueur souffrait de l'absence d'opportunités provenant du milieu du football.

### Postérité
Le destin tragique du joueur lui confère une place particulière dans l'histoire du Calcio. Agostino di Bartolomei fait partie depuis 2012 de l'Hall of Fame de la Roma. Ami du joueur et supporter du club, le populaire chanteur romain Antonello Venditti lui dédie la chanson Tradimento e Perdono (Trahison et Pardon). Dans son premier long-métrage, L'Homme en plus, le réalisateur oscarisé Paolo Sorrentino lui rend hommage en s'inspirant directement des circonstances de sa mort pour créer le personnage du footballeur Antonio Pisapia, interprété par Andrea Renzi.

## Palmarès

### AS Roma
- Championnat d'Italie (1) :
  - Champion : 1983
- Coupe d'Italie (3) :
  - Vainqueur : 1980, 1981, 1984